# Cleistocactus samaipatanus
Cleistocactus samaipatanus là một loài thực vật có hoa trong họ Cactaceae. Loài này được (Cárdenas) D.R.Hunt mô tả khoa học đầu tiên năm 1987.

## Hình ảnh

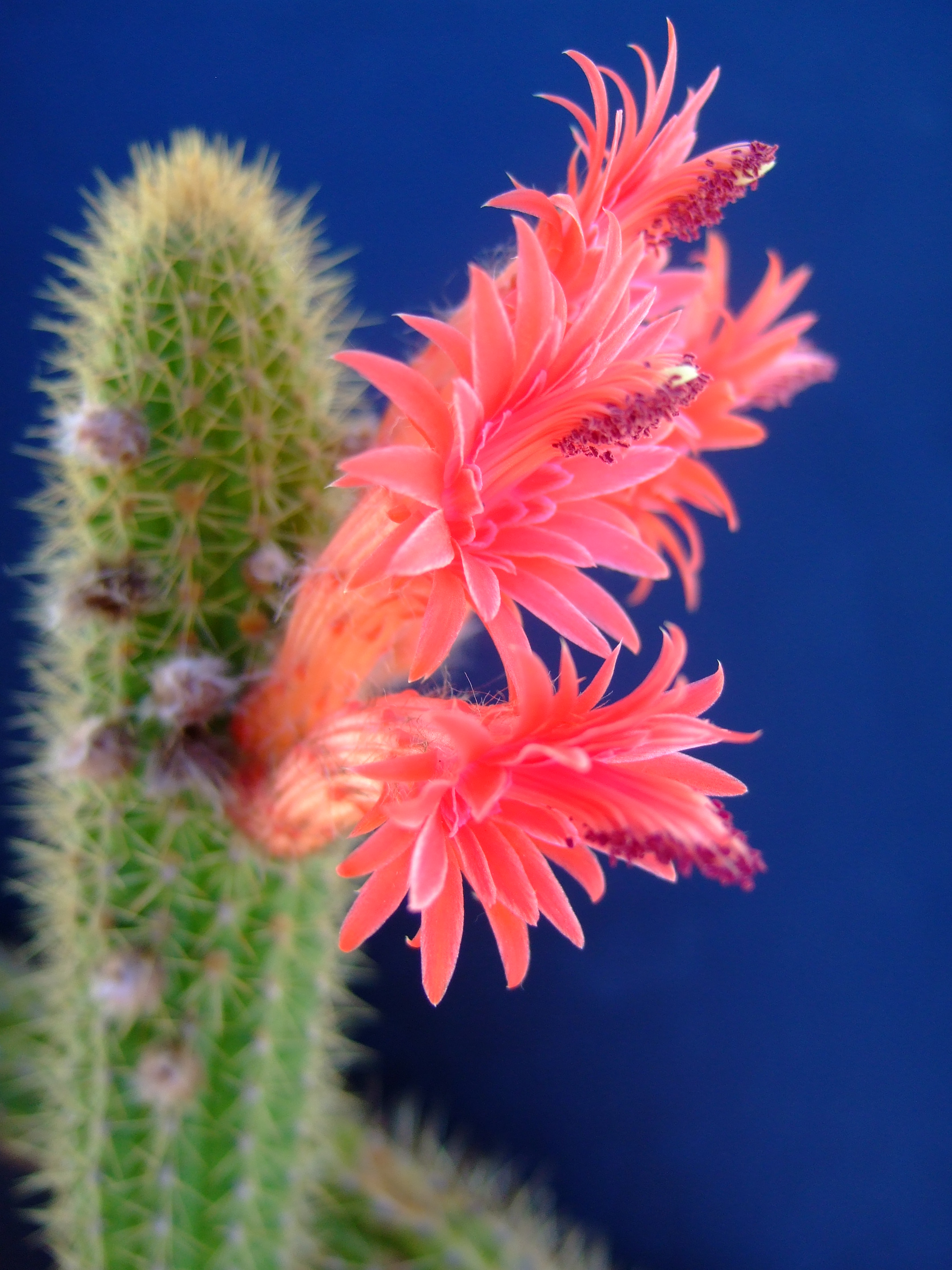
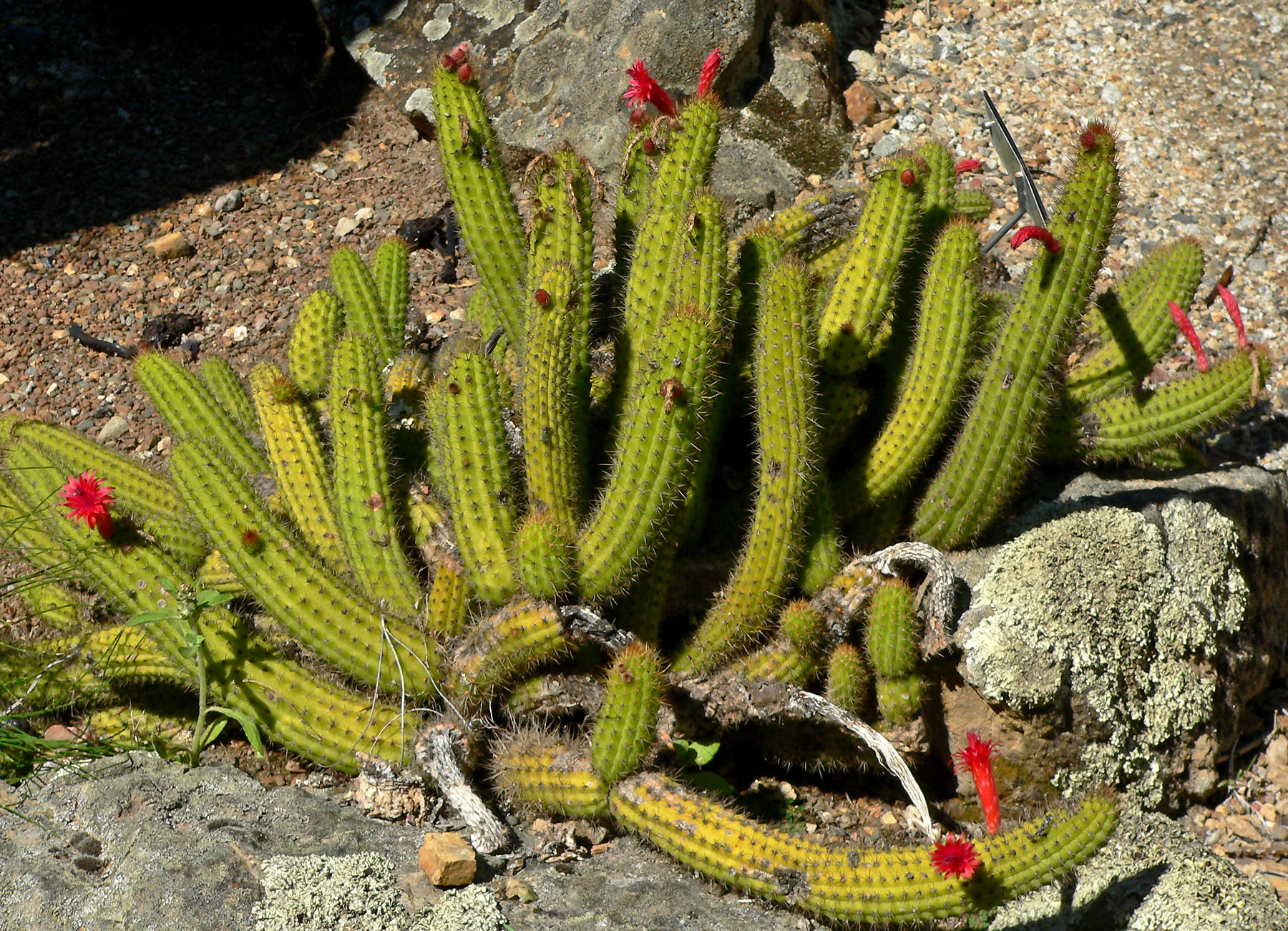
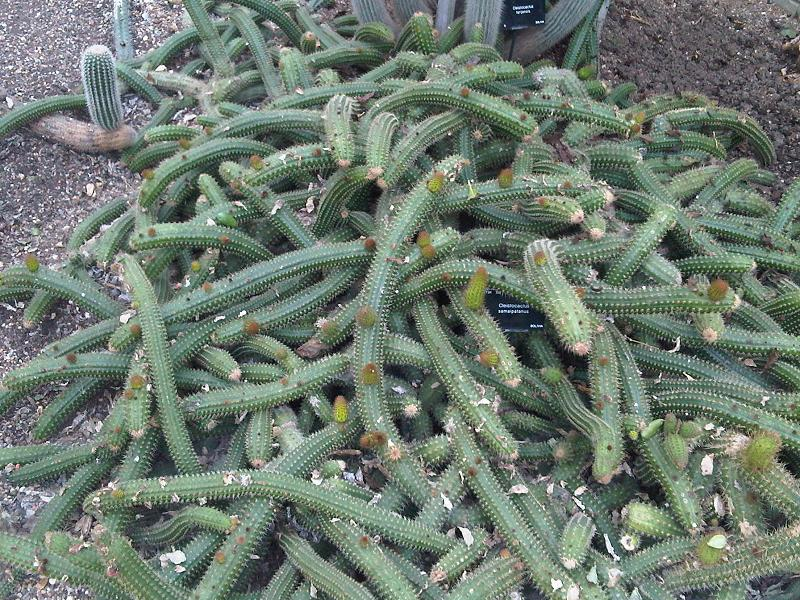
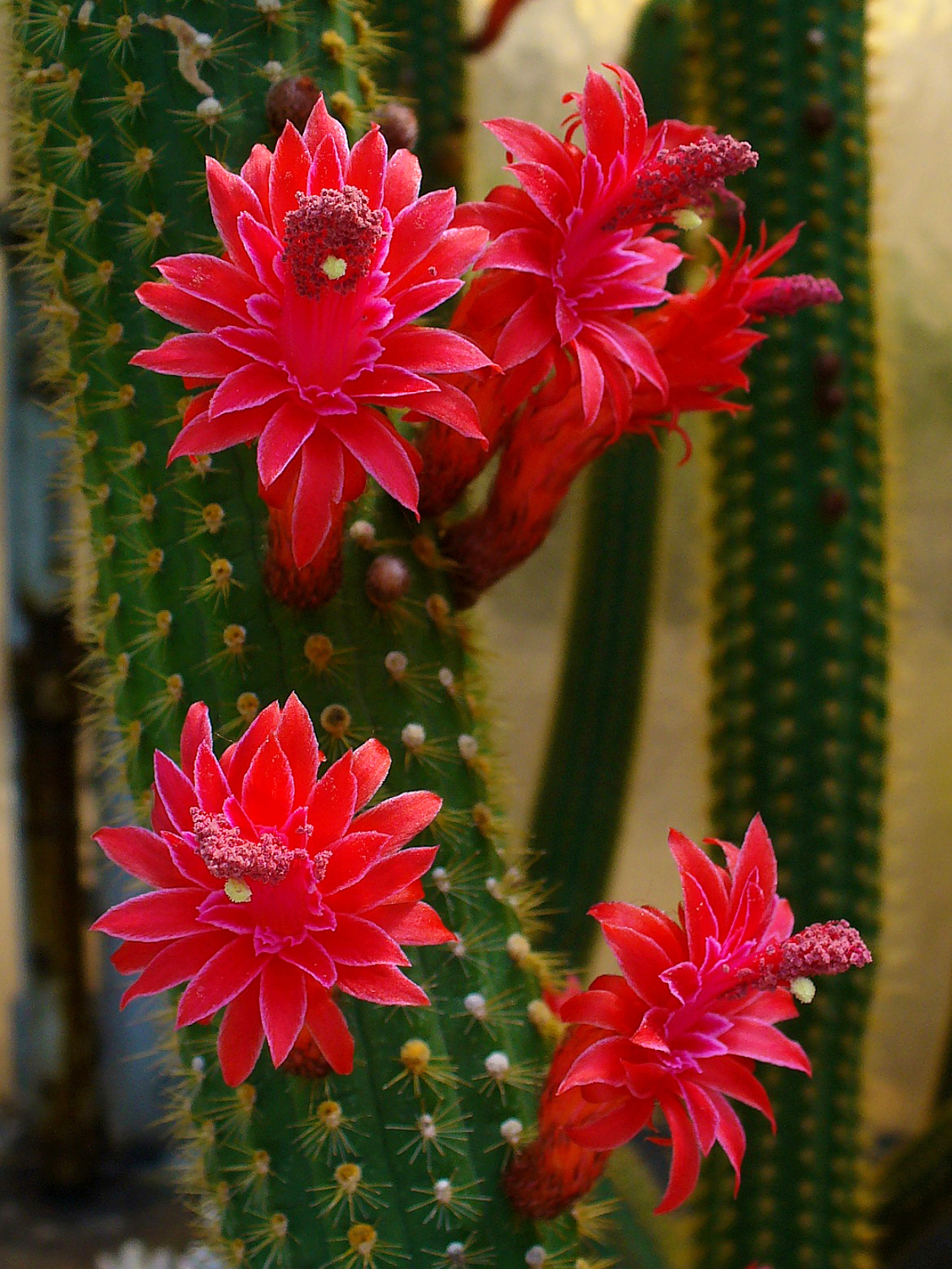
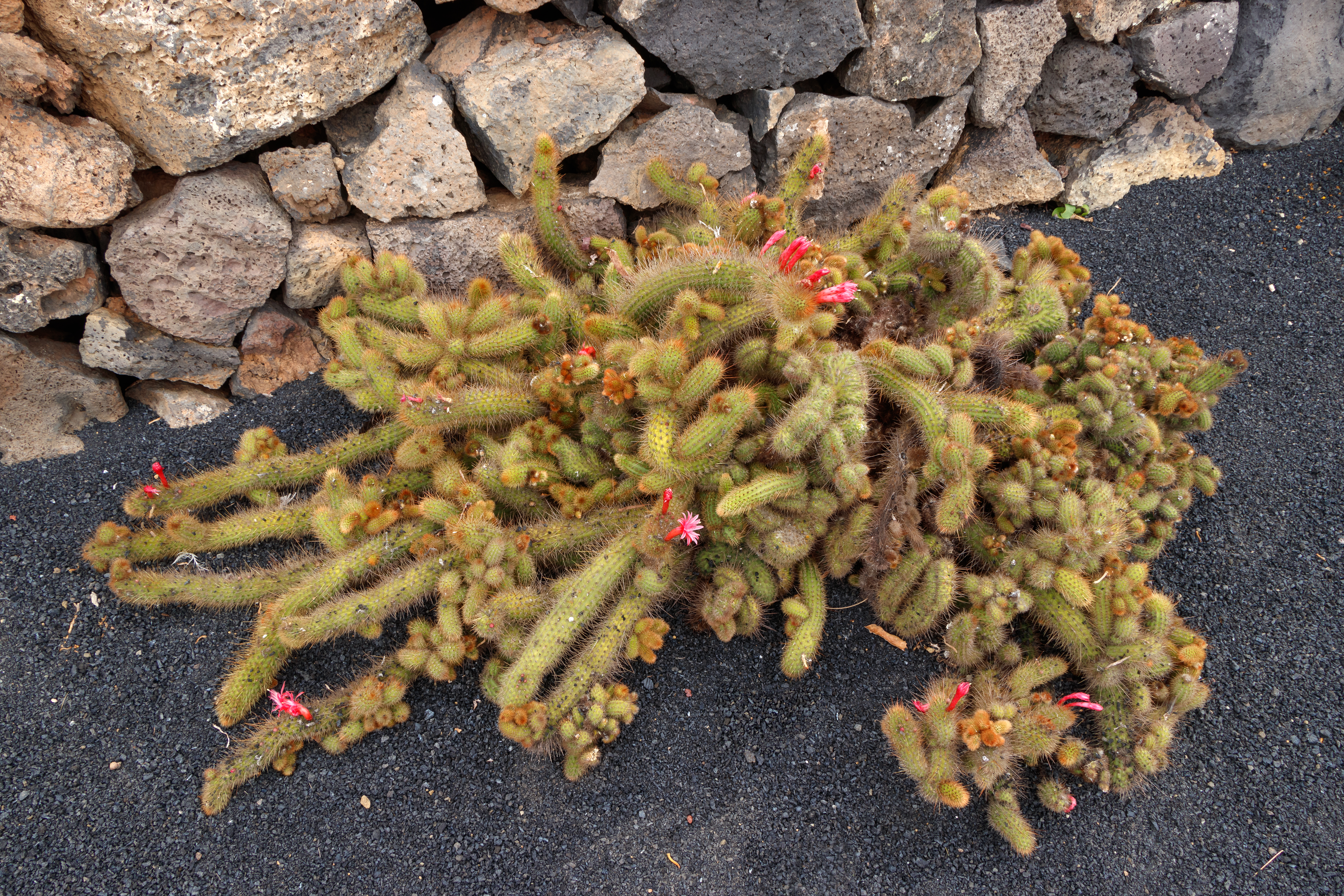
forma cristata
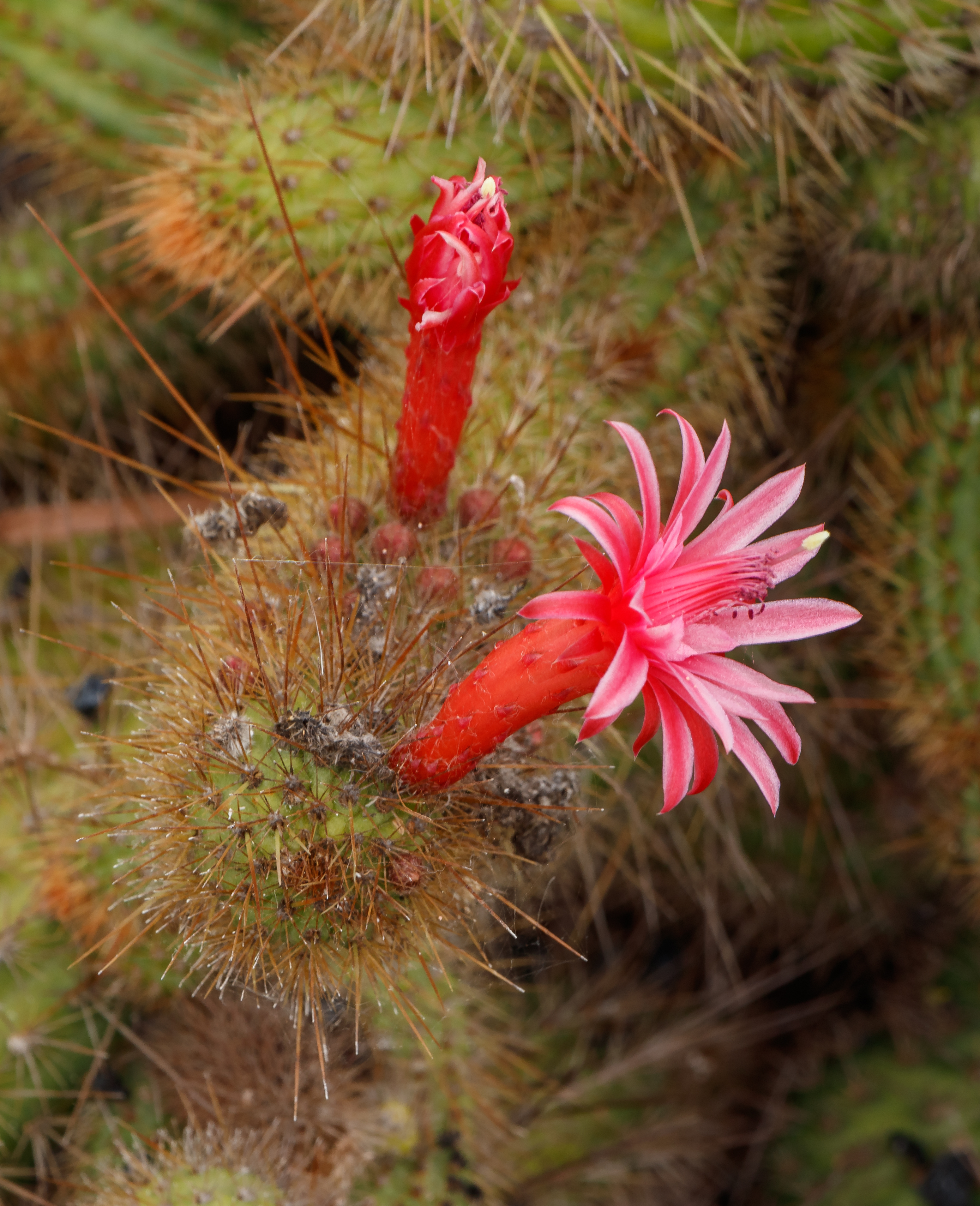
forma cristata